# Litauen beim Junior Eurovision Song Contest
Teilnehmende Rundfunkanstalt

Erste Teilnahme
2007
Bisher letzte Teilnahme
2011
Anzahl der Teilnahmen
4 (Stand 2011)
Höchste Platzierung
3 (2008)
Höchste Punktzahl
103 (2008)
Niedrigste Punktzahl
33 (2007)
Punkteschnitt (seit erstem Beitrag)
64,00 (Stand 2011)
Punkteschnitt pro abstimmendem Land im 12-Punkte-System
3,86 (Stand 2011)
Dieser Artikel befasst sich mit der Geschichte Litauens als Teilnehmer am Junior Eurovision Song Contest.

## Vorentscheide
2007 und 2008 gab es einen Vorentscheid namens Mažųjų žvaigždžių ringas , 2010 und 2011 hieß er Vaiku Eurovizija.

## Regelmäßigkeit der Teilnahme und Erfolge im Wettbewerb
Litauen nahm seit sein Debüt 2007 immer außer 2009 teil. 2009 zog man sich vom Wettbewerb wegen finanziellen Gründen zurück. Seit 2012 verzichtet man auf eine Teilnahme. Eine Rückkehr schien für 2016 erst wahrscheinlich, wurde dann aber vom Sender LRT verneint.
Nach einem wenig erfolgreichen Debüt erreichte man mit einem dritten Platz 2008 sein bestes Ergebnis. Aufgrund von finanziellen Gründen zog man sich 2009 vom Wettbewerb zurück, kehrte allerdings schon im Folgejahr 2010 zurück. Nach dem sechsten Platz 2010 folgte ein zehnter Platz 2011. Seit 2012 nimmt man aus finanziellen Gründen und mangelndem Interesse nicht mehr teil. Für 2017 äußerte sich LRT, an einer Rückkehr in Zukunft interessiert zu sein. Diese Aussage ließ man allerdings fallen, als der Sender fehlende finanzielle Mittel für eine Teilnahme bestätigte.

## Liste der Beiträge
| Jahr      | Interpret                | Titel (Musik / Text)                    | Sprache                  | Übersetzung               | Platz Teilnehmer (gesamt) | Punkte                   |
| --------- | ------------------------ | --------------------------------------- | ------------------------ | ------------------------- | ------------------------- | ------------------------ |
| 2007      | Lina Joy                 | Kai miestas snaudžia (Lina Jurevičiūtė) | Litauisch                | Als die Stadt schlummerte | 13 / 17                   | 33                       |
| 2008      | Eglė Jurgaitytė          | Laiminga diena (Eglė Jurgaitytė)        | Litauisch                | Alles Gute zum Geburtstag | 3 / 15                    | 103                      |
| 2009      | Auf Teilnahme verzichtet | Auf Teilnahme verzichtet                | Auf Teilnahme verzichtet | Auf Teilnahme verzichtet  | Auf Teilnahme verzichtet  | Auf Teilnahme verzichtet |
| 2010      | Bartas                   | Oki Doki (Nojus Bartaška)               | Litauisch                | Okay                      | 6 / 14                    | 67                       |
| 2011      | Paulina Skrabytė         | Debesys (Paulina Skrabytė)              | Litauisch                | Wolken                    | 10 / 13                   | 53                       |
| seit 2012 | Auf Teilnahme verzichtet | Auf Teilnahme verzichtet                | Auf Teilnahme verzichtet | Auf Teilnahme verzichtet  | Auf Teilnahme verzichtet  | Auf Teilnahme verzichtet |

## Punktevergabe
Folgende Länder erhielten die meisten Punkte von oder vergaben die meisten Punkte an Litauen:
| Die meisten vergebenen Punkte | Die meisten vergebenen Punkte | Die meisten vergebenen Punkte |
| Platz                         | Land                          | Punkte                        |
| ----------------------------- | ----------------------------- | ----------------------------- |
| 1                             | Georgien                      | 46                            |
| 2                             | Russland                      | 32                            |
| 3                             | Belarus                       | 27                            |
| 4                             | Ukraine                       | 18                            |
| 5                             | Schweden                      | 16                            |

| Die meisten erhaltenen Punkte | Die meisten erhaltenen Punkte | Die meisten erhaltenen Punkte |
| Platz                         | Land                          | Punkte                        |
| ----------------------------- | ----------------------------- | ----------------------------- |
| 1                             | Georgien                      | 40                            |
| 2                             | Nordmazedonien                | 24                            |
| 3                             | Serbien                       | 19                            |
| 4                             | Belarus                       | 17                            |
| 5                             | Russland                      | 15                            |

Stand: 2011